# Asura biagi
Asura biagi är en fjärilsart som beskrevs av George Thomas Bethune-Baker 1908. Asura biagi ingår i släktet Asura och familjen björnspinnare. Inga underarter finns listade i Catalogue of Life.